# Michèle Duchet
Michèle Duchet (* 2. November 1925 in Neuilly-sur-Seine; † 10. Juli 2001) war eine französische Romanistin, Literaturwissenschaftlerin und Anthropologin.

## Leben und Werk
Michèle Duchet (geb. Bonnissol) studierte an der École normale supérieure de jeunes filles in Sèvres und bestand 1952 die Agrégation im Fach Lettres. Sie unterrichtete in Algerien, wo sie mit dem Problem des Kolonialismus in Kontakt kam, dessen historische Ursprünge ihr zum Forschungsgegenstand wurden. Sie habilitierte sich bei Jean Fabre mit der Schrift Anthropologie et histoire au siècle des Lumières. Buffon, Voltaire, Rousseau, Helvétius, Diderot (Paris 1971, 1978, 1995) und lehrte ab 1969 an der École normale supérieure in Fontenay-aux-Roses (seit 2000 École normale supérieure Lettres et sciences humaines in Lyon), von 1971 bis 1991 als Professorin.

## Werke
- (Hrsg. mit Michel Launay) Entretiens sur "Le neveu de Rameau", Paris 1967, 1969, 1991
- (Hrsg.) Manuel d’histoire littéraire de la France, hrsg. von Pierre Abraham und Roland Desné, Band 3. 1715–1789, Paris 1969, 1976
  - (Hrsg. mit Jean Goulemot) Histoire littéraire de la France, hrsg. von Pierre Abraham und Roland Desné, Band 5–6. 1715–1794, 2 Bde., Paris 1976
- (Hrsg.) Georges-Louis Leclerc de Buffon, De l’homme, Paris 1971
- (Hrsg. mit Michèle Jalley) Langue et langages de Leibniz à l'Encyclopédie, Paris 1977
- Diderot et l'"Histoire des deux Indes" ou l'Écriture fragmentaire, Paris 1978
- Le partage des savoirs. Discours historique et discours ethnologique, Paris 1985 (arabisch Beirut 2010)
- (Hrsg.) L'Amérique de Theodore de Bry. Une collection de voyages protestante du XVIe siècle, Paris 1987
- Essais d'anthropologie. Espace. Langues. Histoire, Paris 2005